# Odorrana narina
Odorrana narina es una especie de anfibio anuro de la familia Ranidae.

## Distribución geográfica
Esta especie es endémica de la parte norte de la Isla de Okinawa en las islas Okinawa en el archipiélago de Nansei en Japón.

## Descripción
Esta especie mide de 48 y 53 mm para los machos y de 66 y 74 mm para las hembras.

## Publicación original
- Stejneger, 1901 : Diagnoses of Eight New Batrachians and Reptiles from the Riu Kiu Archipelago, Japan. Proceedings of the Biological Society of Washington, vol. 14, p. 189-191[5]